# Enrico Carlo di Borbone-Parma
Enrico Carlo Luigi Giorgio di Borbone-Parma (Parma, 12 febbraio 1851 – Mentone, 13 aprile 1905) fu un principe di Parma e Piacenza e conte di Bardi.

## Biografia

### Infanzia
Era figlio del duca Carlo III di Parma e di Luisa Maria di Borbone-Francia (1819-1864).

### Primo matrimonio
Sposò dapprima la principessa Maria Luisa Immacolata di Borbone-Due Sicilie, figlia del re Ferdinando II delle Due Sicilie e dell'arciduchessa Maria Teresa d'Asburgo. Il matrimonio venne celebrato il 25 novembre 1873 a Cannes in Francia e la sposa morì tre mesi dopo.

### Secondo matrimonio
Enrico si risposò con la principessa Adelgonda di Braganza, figlia del re Michele del Portogallo e di Adelaide di Löwenstein-Wertheim-Rosenberg il 15 ottobre 1876 a Salisburgo. Anche dalla seconda moglie non ebbe figli: Adelaide ebbe in tutto nove gravidanze ma che finirono tutte in aborti spontanei.

### Passioni

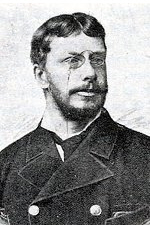
Enrico Carlo di Borbone-Parma in una fotografia d'epoca.

Fu un appassionato viaggiatore: visitò l'Estremo Oriente, in particolare Sumatra, Cina e Giappone, tra il 1887 e il 1889, tornando attraverso gli Stati Uniti. L'impressionante mole di oggetti acquisiti in viaggio divenne poi di proprietà statale e fu alla base del primo museo nazionale d'arte orientale in Italia, quello di Venezia.

### Ultimi anni e morte
Enrico e la seconda moglie erano proprietari del palazzo Ca' Vendramin Calergi sul Canal Grande di Venezia in cui ospitarono il compositore Richard Wagner nel 1882 alcuni mesi prima che morisse.

## Ascendenza
|                                 |                    |                                     | Genitori                           |  |  | Nonni |  |  | Bisnonni            |  |  | Trisnonni             |  |
|                                 |                    |                                     |                                    |  |  |       |  |  | Ludovico di Borbone |  |  | Ferdinando I di Parma |  |
|                                 |                    |                                     |                                    |  |  |       |  |  | Ludovico di Borbone |  |  | Ferdinando I di Parma |  |
|                                 |                    | Maria Amalia d'Asburgo-Lorena       |                                    |  |  |       |  |  | Ludovico di Borbone |  |  |                       |  |
| Carlo II di Parma               |                    |                                     |                                    |  |  |       |  |  | Ludovico di Borbone |  |  |                       |  |
|                                 |                    | Maria Luisa di Borbone-Spagna       | Carlo IV di Spagna                 |  |  |       |  |  |                     |  |  |                       |  |
|                                 |                    | Maria Luisa di Borbone-Spagna       | Carlo IV di Spagna                 |  |  |       |  |  |                     |  |  |                       |  |
|                                 |                    | Maria Luisa di Borbone-Spagna       | Maria Luisa di Borbone-Parma       |  |  |       |  |  |                     |  |  |                       |  |
| Carlo III di Parma              |                    | Maria Luisa di Borbone-Spagna       |                                    |  |  |       |  |  |                     |  |  |                       |  |
|                                 |                    | Vittorio Emanuele I di Savoia       | Vittorio Amedeo III di Savoia      |  |  |       |  |  |                     |  |  |                       |  |
|                                 |                    | Vittorio Emanuele I di Savoia       | Vittorio Amedeo III di Savoia      |  |  |       |  |  |                     |  |  |                       |  |
|                                 |                    | Vittorio Emanuele I di Savoia       | Maria Antonietta di Spagna         |  |  |       |  |  |                     |  |  |                       |  |
| Maria Teresa di Savoia          |                    | Vittorio Emanuele I di Savoia       |                                    |  |  |       |  |  |                     |  |  |                       |  |
|                                 |                    | Maria Teresa d'Austria-Este         | Ferdinando d'Asburgo-Este          |  |  |       |  |  |                     |  |  |                       |  |
|                                 |                    | Maria Teresa d'Austria-Este         | Ferdinando d'Asburgo-Este          |  |  |       |  |  |                     |  |  |                       |  |
|                                 |                    | Maria Teresa d'Austria-Este         | Maria Beatrice d'Este              |  |  |       |  |  |                     |  |  |                       |  |
| Roberto I di Borbone-Parma      |                    | Maria Teresa d'Austria-Este         |                                    |  |  |       |  |  |                     |  |  |                       |  |
|                                 | Carlo X di Francia | Luigi Ferdinando di Borbone-Francia |                                    |  |  |       |  |  |                     |  |  |                       |  |
|                                 | Carlo X di Francia | Luigi Ferdinando di Borbone-Francia |                                    |  |  |       |  |  |                     |  |  |                       |  |
|                                 | Carlo X di Francia | Maria Giuseppina di Sassonia        |                                    |  |  |       |  |  |                     |  |  |                       |  |
| Carlo di Borbone-Francia        | Carlo X di Francia |                                     |                                    |  |  |       |  |  |                     |  |  |                       |  |
|                                 |                    | Maria Teresa di Savoia              | Vittorio Amedeo III di Savoia      |  |  |       |  |  |                     |  |  |                       |  |
|                                 |                    | Maria Teresa di Savoia              | Vittorio Amedeo III di Savoia      |  |  |       |  |  |                     |  |  |                       |  |
|                                 |                    | Maria Teresa di Savoia              | Maria Antonietta di Borbone-Spagna |  |  |       |  |  |                     |  |  |                       |  |
| Luisa Maria di Borbone-Francia  |                    | Maria Teresa di Savoia              |                                    |  |  |       |  |  |                     |  |  |                       |  |
|                                 |                    | Francesco I delle Due Sicilie       | Ferdinando I delle Due Sicilie     |  |  |       |  |  |                     |  |  |                       |  |
|                                 |                    | Francesco I delle Due Sicilie       | Ferdinando I delle Due Sicilie     |  |  |       |  |  |                     |  |  |                       |  |
|                                 |                    | Francesco I delle Due Sicilie       | Maria Carolina d'Asburgo-Lorena    |  |  |       |  |  |                     |  |  |                       |  |
| Carolina di Borbone-Due Sicilie |                    | Francesco I delle Due Sicilie       |                                    |  |  |       |  |  |                     |  |  |                       |  |
|                                 |                    | Maria Clementina d'Asburgo-Lorena   | Leopoldo II d'Asburgo-Lorena       |  |  |       |  |  |                     |  |  |                       |  |
|                                 |                    | Maria Clementina d'Asburgo-Lorena   | Leopoldo II d'Asburgo-Lorena       |  |  |       |  |  |                     |  |  |                       |  |
|                                 |                    | Maria Clementina d'Asburgo-Lorena   | Maria Luisa di Borbone-Spagna      |  |  |       |  |  |                     |  |  |                       |  |
|                                 |                    | Maria Clementina d'Asburgo-Lorena   |                                    |  |  |       |  |  |                     |  |  |                       |  |